# Dinar (moneda)
El dinar (en pahlavi: dēnār‎; en persa: دینار‎, lit. 'dīnār'; en árabe: دينار‎, lit. 'dīnār'; plural dinanir) era la moneda de oro acuñada en el Imperio sasánida y el mundo islámico, así como una unidad monetaria.

## Historia

### Antecedentes

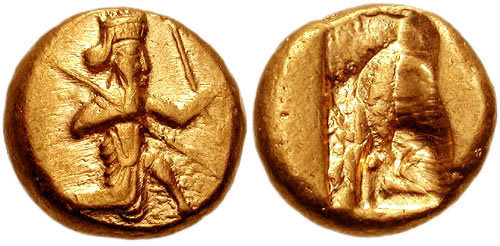
Dárico usado desde la época de Darío I hasta Jerjes I.

El término «dinar» proviene del griego denarion (δηνάριον), que en latín corresponde a denarius, y originalmente designaba una moneda de plata. Tras el reinado de Constantino (r. 306-337), pasó a ser sinónimo de Sólido (solidus), áureo (aureus) o moneda de oro (en griego: νόμισμα χρυσουν, lit. 'nómisma chrysoun'). Sin embargo, desde la época de la República romana, la palabra «denario» se asociaba a la acuñación en las regiones orientales, mientras que en Roma y el Occidente se empleaba el término «áureo». Los dinares se acuñaban principalmente por prestigio, siguiendo la tradición aqueménida representada por el dárico de oro, pero carecían de valor económico. En las dinastías preislámicas no existía un sistema monetario bimetálico. El Imperio Aqueménida, hasta finales del siglo v a. C., fue considerado «un país sin acuñación propia», ya que sus monedas no tenían un valor nominal. El dárico, introducido por el rey Darío I (r. 522-486 a. C.) y acuñado bajo prerrogativa real, equivalía a un lingote de oro, mientras que el siglo de plata circulaba únicamente en las regiones de Asia Menor de influencia cultural griega. Durante el reinado de Alejandro Magno (r. 336-323 a. C.), esta situación cambió con la retirada de las monedas antiguas y la introducción de monedas de plata en territorios persas donde anteriormente no circulaban.

### Imperio sasánida

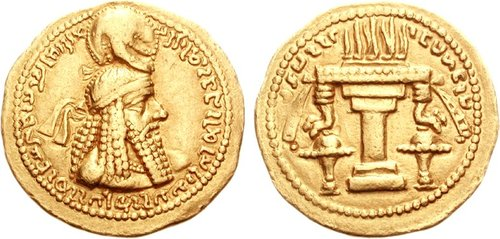
Dinar de Artajerjes I.

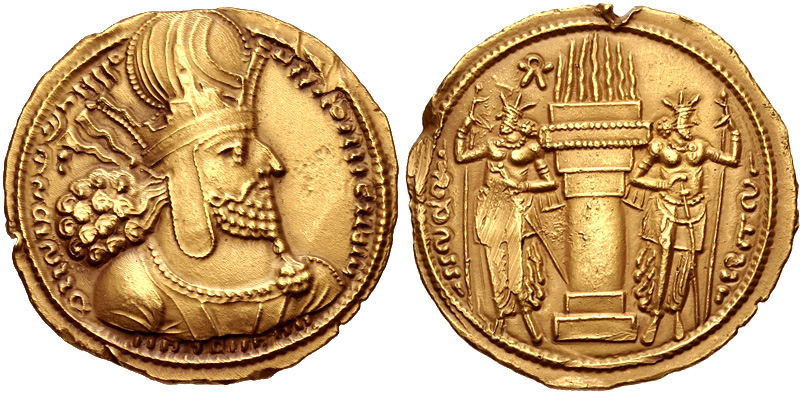
Dinar de Sapor I, c. 260-272.

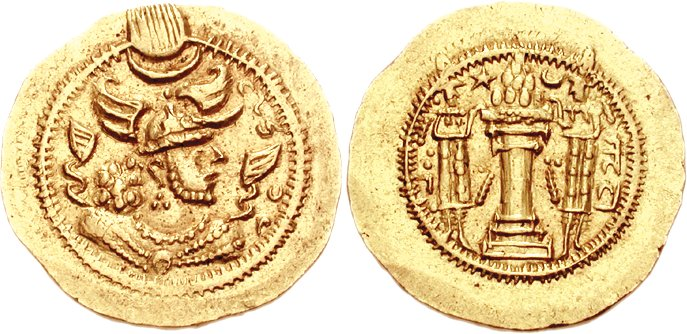
Dinar de Peroz I.

No se conocen monedas de oro del Imperio parto, y los dinares comenzaron a acuñarse únicamente durante el Imperio sasánida. Desde el reinado de Artajerjes I (r. 224-242 d. C.) hasta el de Sapor III (r. 383-388 d. C.), su peso osciló entre los 7 y 7,4 gramos. Al igual que los dírhams de plata, los dinares presentaban en el anverso el busto del rey coronado mirando a la derecha y en el reverso un altar de fuego flanqueado por dos figuras. Dado su carácter principalmente ceremonial, los dinares rara vez aparecen en las fuentes literarias iraníes. Una excepción notable es la inscripción «Hechos del divino Sapor», que menciona que, tras la victoria sasánida en la batalla de Misiche en el año 244, los romanos pagaron 500 000 dinares como rescate por la vida del emperador Filipo el Árabe (r. 244-249) y su familia. Sapor emitió dinares en Merv, algunos incluso con el nombre de la ceca, una práctica inusual para monedas de oro. Durante el reinado de Sapor II (r. 309-379), quien residió frecuentemente en Merv, la mayoría de los dinares se acuñaron en el este de Persia para financiar los costos de las campañas militares.
Los dinares dobles, introducidos por Artajerjes, se acuñaron exclusivamente durante el reinado de Ormuz II (r. 302-309). Existen registros de fracciones de ⅙ de dinar desde el reinado de Bahram II (r. 274-293) hasta el de Kavad I (r. 488-531). Bajo Bahram IV (r. 388-399), cesó la acuñación del dinar de 7 gramos. Durante el reinado de Peroz I (r. 459-484), el peso del dinar se redujo a 3,5 gramos, aunque bajo sus sucesores aumentó a 4,2 gramos. Bahram IV introdujo piezas de oro de 4,54 gramos, equivalentes al salario romano, y emitió un dinar de 1,5 gramos. Tanto él como sus sucesores, Yezdegard I (r. 399-420) y Yezdegard II (r. 438-457), acuñaron fracciones de ⅓ de dinar de 1,5 gramos. El dinar, por lo tanto, funcionaba como mercancía comercial, valorado por su peso y pureza. La mayoría de los shahs sasánidas acuñaron dinares, aunque se desconocen las razones por las que algunos no lo hicieron. Las leyendas en los dinares de Kavad I y Cosroes I (r. 531-579) indican que su acuñación conmemoraba su ascenso al trono.
Tras la conquista de Bactriana por Sapor I entre 265 y 269 (aproximadamente), los shahs kushano-sasánidas continuaron la tradición regional acuñando dinares que imitaban los diseños de los últimos reyes kushán, pero incorporando representaciones de altares de fuego e inscripciones que destacaban su adhesión al zoroastrismo. Durante el reinado de Peroz I (r. 459-484), la mayoría de los dinares se acuñaron en Balj, aunque algunos se emitieron en Geharthakar. Se estima que bajo Sapor I, los dinares dobles romanos fueron reacuñados como dracmas, posiblemente tras el sitio de Antioquía en 253, un importante centro de acuñación del Imperio romano en Oriente. Esta reacuñación podría explicar la baja calidad de algunas monedas. Durante el reinado del usurpador Bahram VI (r. 590-591), los dinares destacaban por su calidad, aunque mostraban una notable influencia de los modelos bizantinos.

### Época islámica

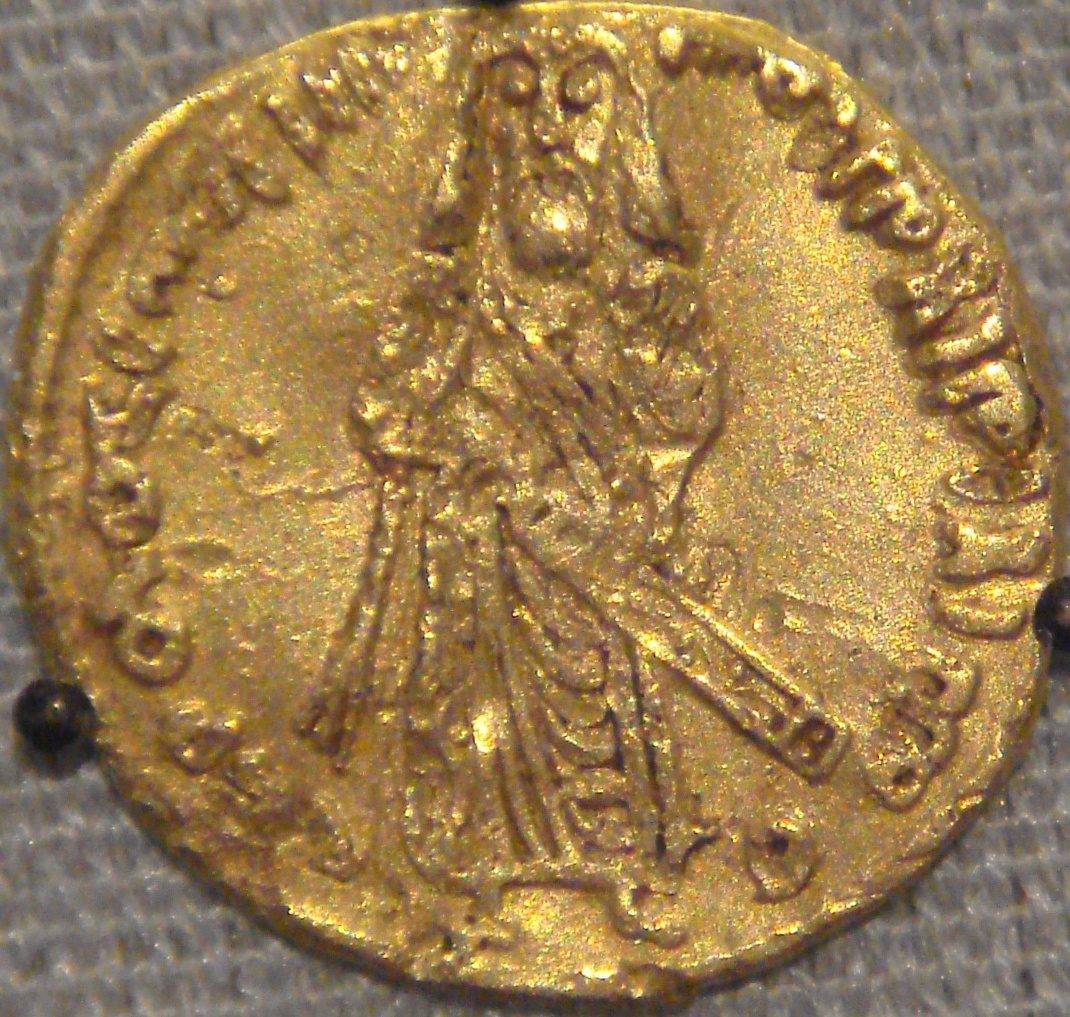
Dinar de Abd al-Málik.

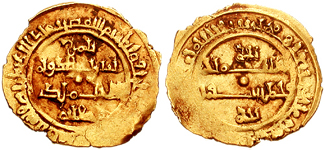
Tari de Roberto Guiscardo, c. 1072

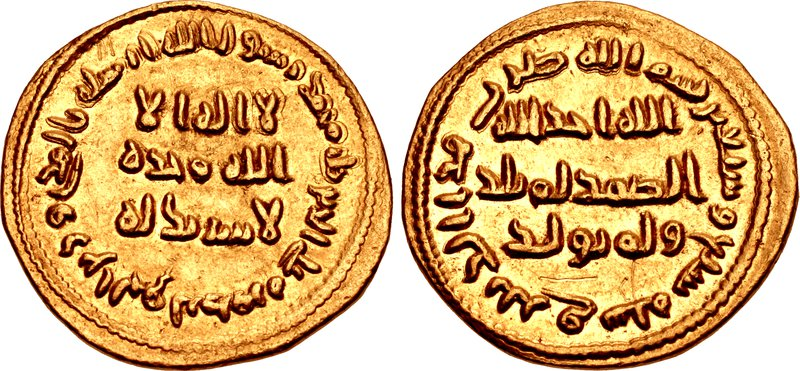
Dinar de Abd al-Málik, post-reforma.

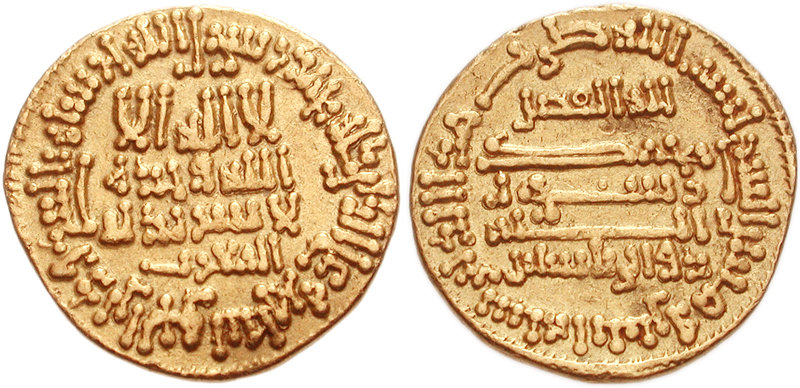
Dinar de Al-Mamún.

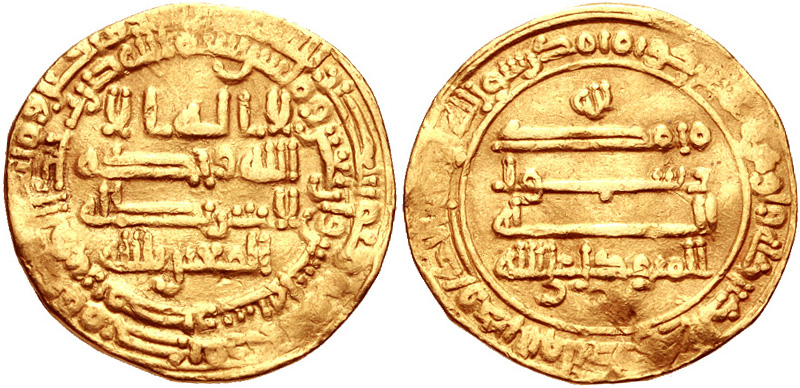
Dinar de Al-Mutawákkil.

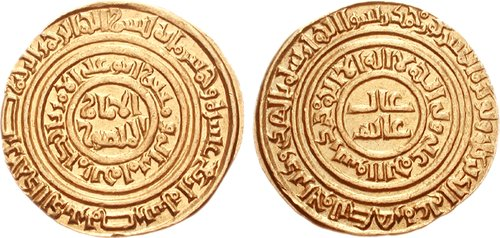
Dinar de Al-Amir Bi-Ahkamillah.

Los árabes estaban familiarizados con el término «denario», así como con las monedas de oro romanas y bizantinas antes del Islam. El primer dinar árabe, sin fecha y atribuido aproximadamente a 691-692, probablemente acuñado en Damasco, imita el solidus del emperador Heraclio (r. 610-641) y sus dos hijos, pero elimina los símbolos cristianos reemplazándolos con una leyenda religiosa en árabe. Un nuevo diseño, más distintivamente árabe, que muestra al califa de pie con una espada, aparece en monedas acuñadas en Damasco entre 693 y 696. Entre 696 y 699, la reforma monetaria de Abd al-Malik ibn Marwan (r. 685-705) introduce un estilo predominantemente epigráfico, con pasajes coránicos en árabe y un peso estandarizado de 4,25 gramos, que se convierte en la norma con pocas excepciones. Estas monedas se acuñaron principalmente en la capital omeya. En Ifriquía (Cairuán) y Al-Ándalus (Córdoba), el dinar tuvo una evolución independiente en sus inicios. Antes del año 704 aproximadamente, las monedas y sus fracciones imitaban el solidus cartaginés de Heraclio, pero incluían leyendas musulmanas en latín abreviado. Posteriormente, hasta 713-714, las imágenes se eliminaron y las fechas a veces se dan en años indicativos. A partir de 713, se adoptaron los años de la Hégira; en 715-716, aparecieron leyendas bilingües. A principios del siglo IX, Ifriquía y Al-Ándalus emitieron dinares de estilo puramente árabe, con diferencias mínimas respecto al dinar reformado de Oriente. En Al-Ándalus, la acuñación de dinares cesó en 724-725, salvo una moneda anómala no publicada, datada entre 744 y 775, y no se reanudó hasta 929 bajo Abderramán III (r. 912-961). En Persia, aunque es posible que circularan dinares, los dírhams de plata (derivados de los dracmas) eran los predominantes.
El peso estándar del primer dinar de transición coincidía con el del sólido bizantino, es decir, 4,55 gramos. Tras la reforma de Abd al-Malik, el peso se redujo a 4,25 gramos. Esta precisión está confirmada por dinares bien conservados, así como por evidencia de dinares fraccionarios y pesos de vidrio egipcias de finales del siglo VII y principios del VIII. El nuevo estándar del dinar posterior a la reforma resultó de redefinir el mithqal (dinar) en 20 quirates sirioárabes de 0,2125 gramos, en lugar de los 21 3/7 quirates o "22 quirates menos una fracción" utilizados anteriormente en la época islámica para expresar el peso del mithqal. Este último se basaba en el dracma ático, con un peso teórico de 4,37 gramos, aunque en circulación en Arabia pesaba ligeramente menos. El peso estándar de 4,25 gramos se mantuvo en gran parte del mundo islámico hasta el siglo X, volviéndose posteriormente muy variable tanto en peso como en pureza. Por lo general, el dinar se valoraba por su peso, salvo en transacciones con monederos sellados, que garantizaban monedas de peso y ley verificados.
Durante el período de transición y a principios del VIII, en Ifriquía y Al-Ándalus se emitieron fracciones de ½ dinar y ⅓ dinar. Las pesos de vidrio correspondientes a estas fracciones, con pesos de 2,12 y 1,41 gramos, continuaron emitiéndose hasta el tercer cuarto del VIII. La moneda de ¼ de dinar fue introducida por el emirato Aglabí en Ifriquía a principios del siglo IX y, posteriormente, acuñado en grandes cantidades por el califato Fatimí en Ifriquía y Sicilia, donde se denominó tari. Esta fracción también se emitió en Al-Ándalus bajo Abderramán III (r. 912-961) y sus sucesores, así como por algunos reyes de taifas.
En el año 750, tras el derrocamiento del califato omeya por el califato abasí, la ceca califal se trasladó a Sawad, en el antiguo territorio del Imperio sasánida, donde los abasíes establecieron su capital. Entre 763 y 764, tanto la capital como la ceca se reubicaron en Bagdad. Las monedas abasíes no incluían el nombre del califa, llevando inscripciones exclusivamente coránicas, salvo por la fecha expresada en palabras. En 786, se creó una segunda ceca en Fustat, Egipto, y ocasionalmente se acuñaron dinares en otras regiones occidentales del califato. En Persia, a partir de 835, se emitieron monedas en Merv, extendiéndose posteriormente a otras ciudades orientales. Durante los siglos IX y X, destacaron centros de acuñación como Ahvaz y sus alrededores (Suq al-Avaz, Tostar, entre otros), Rayy (entonces Muhammadiyya), Samarcanda y Merv. Según George Miles, existían trece centros de acuñación de dinares de oro en Persia, además de los ubicados en Irak, Azerbaiyán y el Cáucaso. En el siglo X, Nishapur se consolidó como el centro más productivo, manteniendo su relevancia hasta la invasión mongola. Isfahán, Rayy y Avaz también fueron importantes, aunque bajo el Imperio selyúcida unas 40 ciudades emitieron dinares en algún momento.
El dinar califal y los de la mayoría de las dinastías independientes presentaban pocas diferencias en apariencia. El diseño prototípico incluía la shahada y un fragmento del Corán (Sura 112) en el centro, junto con la «Misión Profética» (Corán 9.33) y una fórmula con la fecha de emisión completa en los márgenes circulares. Durante el califato abasí, la disposición cambió ligeramente: hasta 786-787, las monedas eran anónimas; a partir de entonces, se incluyó el nombre del funcionario responsable de la acuñación. Bajo Al-Amín (r. 809-813) y Al-Mamún, las monedas llevaban sus nombres, y desde Al-Mutásim (r. 833-842), el nombre del califa se incorporó de manera regular. Hasta 813-814, no se indicaba la ceca. Con el tiempo, se añadieron otras inscripciones, como el nombre del heredero aparente, leyendas religiosas adicionales y, más tarde, los nombres de dinastías y príncipes independientes. Los fatimíes, aunque sin abandonar por completo el estilo del prototipo, introdujeron leyendas chiitas y un diseño con inscripciones dispuestas en círculos concéntricos.
Los dinares persas comenzaron a acuñarse tras la estandarización monetaria implementada bajo el califa Al-Mamún (r. 813-833). Sus inscripciones fueron adoptadas por las dinastías que reconocían el califato abasí hasta el siglo XIII, muchas de las cuales replicaban las introducidas por Abd al-Malik en 697. En el anverso, el centro presentaba tres o más líneas horizontales que iniciaban con la fórmula lā elāh ellā Allāh waḥdaho, lā šarīk laho («No hay más dios que Alá, único, sin asociados»). Aunque no siempre se cumplía, cuando se mencionaba a un gobernante subordinado, como el heredero califal o un dinasta local, su nombre solía colocarse debajo de estas líneas, mientras que el nombre del califa o gobernante de facto aparecía en el reverso. El campo central estaba rodeado por dos inscripciones circulares. La interior indicaba el lugar de acuñación y la fecha con la fórmula besm Allāh żoreba hāḏa’l-dīnār be-(ceca) sana (año en letras): «En el nombre de Alá, este dinar fue acuñado en [ceca] en el año [año]». La inscripción exterior citaba el Corán 30.4-5: le’llāh al-amr men qabl wa men baʿd wa-yawmaʾeḏen yafraḥo al-moʾmenūn be-naṣr Allāh («El mandato pertenece a Alá, en el pasado y en el futuro, y en ese día los creyentes se regocijarán con la ayuda victoriosa de Alá»), que aparece por primera vez en 814, coincidiendo con la toma de Bagdad por las fuerzas de Al-Mamún.
En el reverso, en la parte superior del campo interior, casi todos los dinares incluían la palabra le’llāh («para Dios», «por Dios» o «de Dios»), cuyo significado exacto no está completamente claro. La inscripción central, dispuesta en tres o más líneas horizontales, contenía la frase Moḥammad rasūl Allāh («Mahoma, el mensajero de Dios»), seguida a menudo, si el espacio lo permitía, por la fórmula ṣallā Allāh ʿalayhe wa sallam («Alá lo bendiga y le conceda la salvación»). Debajo, se indicaba el título califal, utilizando únicamente el nombre honorífico del califa y, cuando correspondía, los nombres y títulos seculares del gobernante. El campo central estaba rodeado por una inscripción circular: Moḥammad rasūl Allāh arsalaho be’l-hodā wa dīn al-ḥaqq le-yoẓheraho ʿalā al-dīn kollehe wa law kareha al-mošrekūn («Mahoma es el mensajero de Alá, enviado con la guía y la religión de la verdad para hacerla prevalecer sobre todas las demás religiones, aunque los politeístas puedan detestarlo», Corán 9.33).

Dinar de Adud al-Dawla.

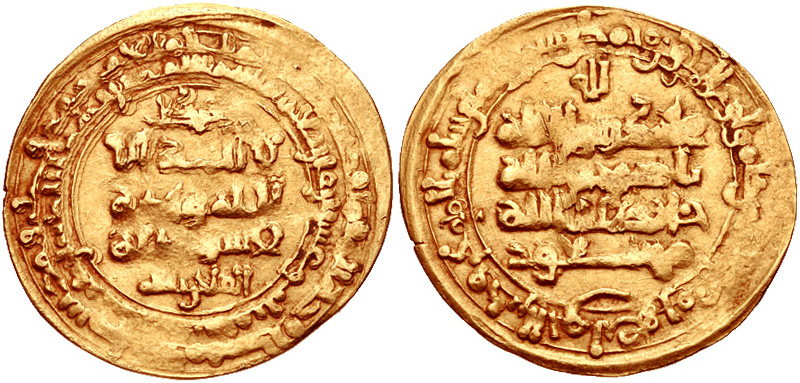
Dinar de Masud I de Gazni.

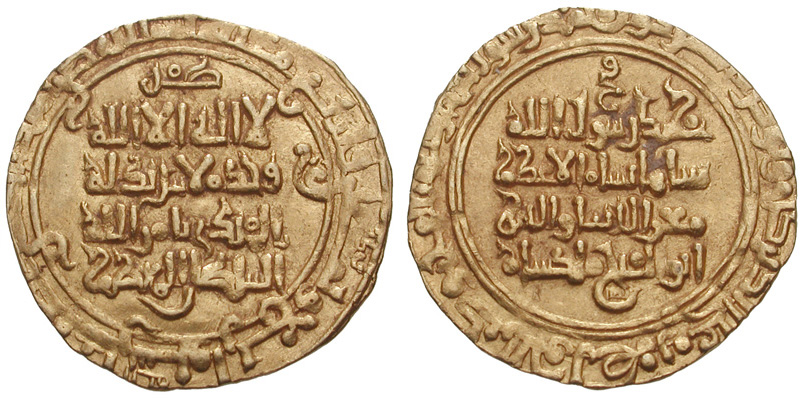
Dinar de Malik Shah I.

El diseño estándar de los dinares fue adoptado por el Imperio samánida, el Imperio búyida, el Imperio gaznávida, el Imperio selyúcida y sus contemporáneos entre los siglos X y XIII. Los extensos títulos y la multiplicidad de gobernantes en los siglos X y XI provocaron que las inscripciones centrales a menudo resultaran saturadas. Como solución, los grabadores dispusieron nombres o partes de nombres y títulos en letras más pequeñas, colocándolos encima, debajo o verticalmente, a la derecha o a la izquierda de las inscripciones principales. Se lograron variaciones adicionales dentro del formato estándar mediante el uso de diferentes tipos de escritura, pequeños adornos florales o abstractos y proporciones variables de los elementos del diseño. En Jorasán, especialmente bajo los samánidas posteriores y sus sucesores, el grabado alcanzó un alto grado de desarrollo artístico; en ocasiones, los grabadores incluso firmaban sus datos en letras minúsculas, apenas legibles sin aumento. En raras ocasiones se desviaron, total o parcialmente, de los cánones establecidos del estándar monetario, un fenómeno que se dio principalmente en Oriente Medio.
La finura de las monedas en el estándar temprano del califato Abasí era notablemente alta, con un contenido de oro en los dinares que oscilaba entre el 96 % y el 98 %. Este estándar se mantuvo durante gran parte del período abasí, salvo en la guerra civil entre Al-Amín y Al-Mamún, el intervalo entre el final del Emirato tuluní y el inicio del Emirato ijshidí en Egipto, y el dominio del Imperio búyida en Bagdad. Menos depreciado, pero aún por debajo del estándar anterior, es el patrón oro del califa An-Násir (r. 1180-1225) y sus sucesores que reanudaron la emisión de dinares y múltiplos en sus propios nombres en Bagdad en los últimos años del califato abasí. En el Egipto fatimí, la finura de los dinares superó el 98 % y, en algunos casos, alcanzó casi el 100 % durante el reinado de Al-Amir Bi-Ahkamillah (r. 1101-1130). Durante régimen del sultán Saladino (r. 1174-1193), la pureza descendió al 90 %, pero se recuperó hasta el 98-100% con sus sucesores, especialmente bajo Al-Kamil (r. 1218-1238). El cronista Ibn Bara escribió entre 1237 y 1257 que «no existían dinares de mayor calidad, ni en Occidente ni en Oriente, que los de Al-Kamil».
No se disponen de datos estadísticos fiables sobre la finura de las monedas durante el declive en regiones orientales como el Imperio gaznávida, el Imperio selyúcida o el Imperio jorezmita (siglos XI-XIII). Sin embargo, la evidencia disponible sugiere que, en el Jorasán oriental durante los siglos XI y XII, las monedas presentaban una aleación con bajo contenido de electro y un alto porcentaje de plata. En las taifas de Al-Ándalus, también se utilizaron fracciones de electro en la composición de las monedas.
La acuñación de oro fue el principal medio monetario utilizado por los selyúcidas y sus contemporáneos. Debido al alto valor de los dinares de oro, no está claro cómo se realizaban las transacciones de menor cuantía, aunque es probable que monedas de plata más antiguas continuaran en circulación. A principios del siglo XII, la acuñación de oro desapareció en Persia, pero hacia finales de ese siglo se reanudó en Persia oriental bajo los imperios gúrida y jorezmita. Durante el período mongol, se registran algunos dinares y dírhams de menor calidad emitidos bajo el nombre de Gengis Kan. Sin embargo, bajo sus sucesores, la acuñación en Persia fue escasa a lo largo de gran parte del siglo XIII, con la excepción de Azerbaiyán, donde el ilkanato estableció su capital, y Shiraz, donde el vasallo Reino salgúrida emitió «dinares» de plata y cobre.
En el siglo XI, se abandonó el uso de un peso estándar fijo para los dinares, una respuesta práctica a las realidades económicas de la época. Durante los siglos XI y XII, el peso de los dinares variaba aleatoriamente, oscilando desde menos de un dinar hasta cinco o seis veces el peso estándar. Esto implicaba que el valor de cada moneda de oro debía determinarse pesándola. Para pagos que requerían un número específico de dinares, se pesaban las monedas en conjunto utilizando una balanza, ajustándolas al equivalente en pesos estándar de dinar. Esta práctica probablemente se debía a las bajas tasas de acuñación de los dinares, lo que hacía que su valor monetario fuera muy próximo al valor comercial del oro, dejando un margen reducido para las variaciones de peso inherentes a la fabricación manual de las monedas. En consecuencia, resultaba más fácil pesar los pagos en conjunto que verificar el peso de cada moneda individual.
Hasta el siglo XV, las monedas de oro provenientes de Egipto y Asia Central presentaban pesos irregulares. En 1296, el ilkhan Ghazan y su ministro Rashid-al-Din Hamadani introdujeron un sistema monetario destinado a estandarizar la acuñación en todo el reino. El dinar, definido como equivalente a seis dírhams de plata (cada uno con un peso de 4,30 gramos), se estableció como la unidad monetaria básica, funcionando principalmente como una unidad de medida en lugar de una moneda física. Las monedas de oro, denominadas meticales en este sistema, también se incorporaron, pero su valor no estaba fijado en relación con los dírhams ni los dinares. Tras el colapso del ilkanato y la emergencia de estados caudillistas rivales, el peso del dírham se redujo frecuentemente, lo que conllevó una disminución proporcional del valor del dinar como múltiplo contable del dírham. A finales del siglo XIV, el dinar representaba una cantidad muy reducida de dinero, y el toman, equivalente a 10 000 dinares, se convirtió en la unidad de cuenta utilizada en las transacciones diarias.

## Legado

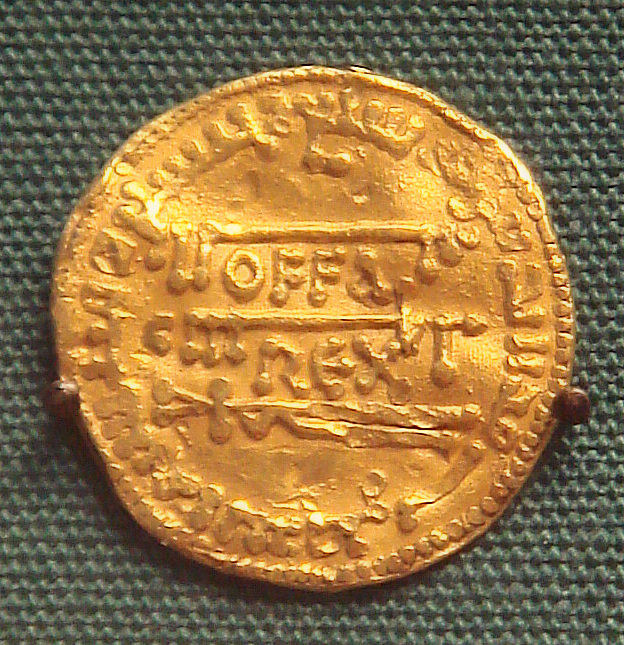
Manco de Offa de Mercia imitando al dinar abasí.

El término «dinar» dejó de usarse en las monedas acuñadas en el siglo XII en Europa Occidental, en el siglo XIII en Oriente y la India, y en el siglo XIV en Egipto. No obstante, la palabra «dinar» continuó siendo ampliamente empleada como unidad monetaria, tanto durante como después de su uso como moneda física. El dinar tuvo un impacto significativo en la economía de Europa Occidental y desempeñó un papel clave en el comercio internacional medieval, junto con el sólido bizantino. Al igual que otros medios de intercambio populares, los dinares fueron imitados en varias ocasiones. Un ejemplo destacado es el besante (conocido también como besante sarraceno, sarrazines, etc.), acuñado por los cruzados, que imitaba principalmente las monedas fatimíes de los califas Al-Mustansir (r. 1036-1094) y Al-Amir (r. 1101-1130). En el Mediterráneo occidental, el dinar dio origen al término europeo «manco», utilizado para referirse al dinar árabe y como unidad contable y, en algunos casos, para designar imitaciones cristianas acuñadas en la península ibérica durante el siglo XI. El morabetino original (o maravedí) de Alfonso VIII de Castilla (r. 1158-1214) fue una imitación del dinar almohade, incorporando leyendas cristianas en estilo árabe.